# 13e division d'infanterie (Empire allemand)
Pour les articles homonymes, voir 13e division.
La 13e division d'infanterie est une unité de l'armée allemande qui participe à la guerre franco-allemande de 1870 et à la Première Guerre mondiale. Intégrée au sein du 7e corps d'armée, la 13e division d'infanterie participe aux batailles de Liège et de Charleroi, par la suite la division est scindée en deux brigades, l'une d'entre elles entreprend le siège de Maubeuge tandis que la seconde continue sa progression et combat lors de la bataille de la Marne. En 1915, la division est localisée en Artois et participe aux batailles de l'Artois du printemps et de l'automne. En 1916, elle est engagée sur la rive gauche de la Meuse dans la bataille de Verdun vers la cote 304 et le Mort-Homme au cours de l'automne, elle combat également sur le front de la Somme. À partir de mai 1917, la division est stationnée dans le secteur du Chemin des Dames et combat lors de la bataille de Chemin des Dames et lors de la bataille de la Malmaison. Au début de l'année 1918, la division est au repos et prépare l'opération Michaël. Au cours de l'été, elle subit les attaques alliées lors de la bataille d'Amiens et lors de la bataille de la Somme. À la fin du conflit, la division est stationnée au nord de l'Argonne, puis après la signature de l'armistice, elle est transférée en Allemagne où elle est dissoute au cours de l'année 1919.

## Guerre franco-allemande de 1870

### Composition
- 25e brigade d'infanterie

13e régiment d'infanterie
73e régiment de fusiliers
- 26e brigade d'infanterie

15e régiment d'infanterie
55e régiment d'infanterie
- 7e bataillon de jägers
- 8e régiment de hussards

### Historique
La 13e division d'infanterie participe à la seconde Guerre des Duchés contre le Danemark en 1864 et combat lors des batailles de Dybbøl et de Als. Pendant la guerre austro-prussienne de 1866, la division fait partie de l'armée principale et combat contre les alliés allemands de l'Autriche dans le sud de l'Allemagne. Elle fait le siège de la forteresse bavaroise de Würzburg.
Au cours de la guerre franco-allemande de 1870, la division est engagée dans la poursuite des troupes françaises vers Metz, elle combat à la bataille de Forbach-Spicheren. Elle est l'initiatrice de la bataille de Borny-Colombey où la 26e brigade est en avant-garde et engage des troupes françaises avant d'être stoppée, elle déplore la perte de 94 officiers et 1 815 hommes. La 13e division combat lors de la bataille de Saint-Privat et bloque les tentatives de percées françaises pendant le siège de Metz à la bataille de Noisseville. La division fait partie des unités qui défilent lors de la prise de la ville de Metz après le 29 octobre 1870.

## Première Guerre mondiale

### Composition
La division est recrutée principalement dans la province prussienne de Westphalie et dans deux petites principautés de la région de Westphalie, Lippe-Detmold et de Schaumburg-Lippe.

#### Temps de paix, début 1914
- 25e brigade d'infanterie (Münster)

13e régiment d'infanterie (Münster)
158e régiment d'infanterie (Paderborn) et (Senne)
- 26e brigade d'infanterie (de) (Minden)

15e régiment d'infanterie (de) (Minden)
55e régiment d'infanterie (Detmold), (Höxter) et (Bielefeld)
- 13e brigade de cavalerie (Münster)

4e régiment de cuirassiers (de) (Münster)
8e régiment de hussards (de) (Schloß Neuhaus (de)) et (Paderborn)
- 13e brigade d'artillerie de campagne (Münster)

22e régiment d'artillerie de campagne (Münster)
58e régiment d'artillerie de campagne (Minden)

#### Composition à la mobilisation
- 25e brigade d'infanterie

13e régiment d'infanterie
158e régiment d'infanterie
- 26e brigade d'infanterie

15e régiment d'infanterie
55e régiment d'infanterie
7e bataillon de jägers westphalien
- 13e brigade d'artillerie de campagne

22e régiment d'artillerie de campagne
58e régiment d'artillerie de campagne
- 3 escadrons du 16e régiment d'uhlans
- 7e bataillon de pionniers

#### 1915 - 1916
- 26e brigade d'infanterie

13e régiment d'infanterie
15e régiment d'infanterie
55e régiment d'infanterie
- 13e brigade d'artillerie de campagne

22e régiment d'artillerie de campagne
58e régiment d'artillerie de campagne
- 3 escadrons du 16e régiment d'uhlans
- 7e bataillon de pionniers

#### 1917
- 26e brigade d'infanterie

13e régiment d'infanterie
15e régiment d'infanterie
55e régiment d'infanterie
- 13e commandement d'artillerie divisionnaire

22e régiment d'artillerie de campagne
58e régiment d'artillerie de campagne
- 3 escadrons du 16e régiment d'uhlans
- 7e bataillon de pionniers

#### 1918
- 26e brigade d'infanterie

13e régiment d'infanterie
15e régiment d'infanterie
55e régiment d'infanterie
- 13e commandement d'artillerie divisionnaire

58e régiment d'artillerie de campagne
151e bataillon d'artillerie à pied
- 3 escadrons du 16e régiment d'uhlans
- 1re et 2e compagnies du 7e bataillon de pionniers

### Historique
Au déclenchement du conflit, la 13e division d'infanterie forme avec la 14e division d'infanterie le 7e corps d'armée rattachée à la 2e armée allemande.

#### 1914
- 9 - 10 août : concentration de la division dans la région d'Eupen.
- 11 - 16 août : la 25e brigade est engagée dans la bataille de Liège.
- 16 - 25 août : après la chute de Liège, la division est reconstituée et progresse par Wavre, Nivelles, Seneffe et franchit la Sambre vers Thuin. Engagée le 22 août dans la bataille de Charleroi[2].
- 25 - 30 août : la division entre en France, à partir du 26 août elle est scindée : la 26e brigade d'infanterie participe au siège de Maubeuge ; la 25e brigade d'infanterie continue la poursuite des troupes alliées, elle est engagée le 29 août dans la bataille de Guise.
- 31 août - 9 septembre : poursuite des troupes françaises, le 6 septembre la division est stationnée à Montmirail. Engagée à partir du 6 septembre dans la bataille de la Marne (Bataille des Deux Morins).
- 9 septembre - 4 octobre : repli de la 25e brigade comme le reste de la IIe armée allemande. La place forte de Maubeuge capitule le 8 septembre, la 26e brigade se déplace alors vers le sud, elle atteint Laon le 10 septembre et le 12 septembre la division est reconstituée. La division forme une partie de la VIIe armée allemande, elle occupe un secteur au nord de Reims.
- 4 - 13 octobre : retrait du front et mouvement dans la région d'Arras. Engagée en renfort lors de la bataille d'Arras, puis occupation d'un secteur dans la région.
- 14 octobre - 31 décembre : occupation d'un secteur dans la région de l'Artois et en Flandres.

15 - 28 octobre : combat autour de Lille.
31 octobre - 11 novembre : combat vers Notre Dame de Lorette et sur Ablain-Saint-Nazaire.

#### 1915
- 1er janvier 1915 - 27 mars 1916 : occupation d'un secteur en Artois.

10 - 30 mars : engagée dans la bataille de Neuve-Chapelle, puis dans la bataille de Festubert.
fin mars : le 158e régiment d'infanterie est transféré à la 50e division d'infanterie.
9 mai - 24 juillet : engagée dans la bataille de l'Artois ; à partir du 24 juin occupation du terrain et actions locales.
25 septembre - 13 octobre : engagée dans la bataille de l'Artois d'automne.

#### 1916
- 27 mars - 4 juin : retrait du front ; repos et instruction dans la région de Cambrai. Mise en réserve de l'OHL.
- 5 juin - 9 septembre : mouvement par Montmédy et Stenay vers la région de Verdun. Engagée dans la bataille de Verdun dans le secteur de la cote 304 et du Mort Homme.
- 9 - 19 septembre : retrait du front et mouvement vers la Somme. Engagée dans la bataille de la Somme dans la région de Bouchavesnes et Cléry-sur-Somme ; au cours des combats la division subit des pertes sévères.
- 20 septembre - 10 octobre : retrait du front ; repos et reconstitution de la division dans la région de Dun-sur-Meuse.
- 11 octobre 1916 - 10 mai 1917 : mouvement vers Verdun, occupation d'un secteur dans la région de la cote 304 et du Mort Homme.

6 décembre : combat sur la cote 304.
28 décembre : combat sur le Mort Homme.

#### 1917
- 10 - 27 mai : engagée dans la bataille du Chemin des Dames.
- 28 mai - 3 août : relevée du front, la division occupe ensuite à partir du 9 juin un secteur dans la région de Cerny-en-Laonnois.

31 juillet : importante attaque de la division sur le saillant Deimling, le terrain conquis ne peut être conservé.
2 - 3 août : nouvelles attaques sans résultats.
- 4 août - 20 septembre : retrait du front, mouvement par V.F. dans la région de Saint-Gobain. La division est en ligne dans le secteur de Servais et de Deuillet à partir du 10 août.
- 20 septembre - 11 octobre : retrait du front ; repos dans la région de Crépy-en-Laonnois.
- 11 - 26 octobre : occupe un secteur du front sur le Chemin des Dames à l'est du moulin de Laffaux. À partir du 15 octobre, elle subit des pertes importantes dues à l'artillerie française. Engagée le 23 octobre dans la bataille de la Malmaison[n 3].
- 26 octobre - 20 novembre : relevée du front, la division est reconstituée dans la région de Sedan. Elle est en réserve du groupe d'armée du Kronprinz.
- 20 novembre 1917 - 5 février 1918 : mouvement vers la région de Verdun, la division occupe un secteur au bois de Malancourt-Haucourt vers la cote 304 et le Mort-Homme.

#### 1918
- 6 février - 20 mars : retrait du front ; repos et instruction dans la région d'Arlon, puis à partir du 15 février vers Valenciennes et Mons. À la mi-mars, marche nocturne en direction de la Somme, repos à Clary.
- 21 mars - 11 avril : engagée dans l'opération Michaël, le 21 mars la division est en soutien de la 18e division d'infanterie et progresse vers Roisel. À partir du 22 mars, la division est progressivement engagée en première ligne au nord de Marquaix et de Péronne, puis au nord de la Somme.

28 mars - 4 avril : retrait du front, mise en réserve vers Morlancourt.
4 - 11 avril : à nouveau engagée vers Dernancourt, le 8 avril la division est placée en seconde ligne, puis relevée le 11 avril. La division déplore plus de 40 % de pertes lors de ces combats.
- 11 - 22 avril : retrait du front, repos dans la région de Maricourt et de Carnoy puis à partir du 18 avril dans la région de Caix.
- 23 avril - 18 mai : en ligne à Castel sur l'Avre, la division attaque la cote 82 et Hailles le 24 avril.

2 mai, 14 mai : attaques locales, la division est relevée le 18 mai.
- 19 mai - 30 juin : repos et instruction dans la région de Montdidier vers Moreuil.
- 1er juillet - 12 août : relève la 77e division de réserve (en) au nord-est de Villers-Bretonneux[4]. Engagée à partir du 8 août dans la bataille d'Amiens, la division subit de fortes pertes et est contrainte de se replier sur Méricourt-sur-Somme [n 4].
- 13 - 23 août : retrait du front, repos dans la région de Méricourt-sur-Somme.
- 24 - 30 août : en première ligne vers Bazentin à l'est d'Albert, la division est contrainte de se replier avec des loudes pertes[n 5].
- 31 août - 29 septembre : retrait du front ; mouvement par V.F. en Alsace ; repos et instruction à Sélestat, à partir du 29 septembre mouvement par V.F. par Strasbourg, Metz et Sedan.
- 30 septembre - 3 octobre : en ligne dans la région de Monthois et de Challerange.
- 3 - 8 octobre : placée en seconde ligne vers Saint-Morel.
- 8 - 15 octobre : la division est à nouveau en ligne dans la région de Bourcq.
- 16 octobre - 11 novembre : retrait du front et mouvement dans la région de Landres-et-Saint-Georges. La division est engagée contre les troupes américaines à partir du 16 octobre. La division reste en ligne jusqu'à la signature de l'armistice ; au cours de cette période elle subit de plein fouet la grippe espagnole, le 13e régiment d'infanterie ne compte que 300 hommes valides[4]. À la fin de la guerre, la division est transférée en Allemagne où elle est dissoute au cours de l'année 1919.

## Chefs de corps
| Grade                        | Nom                                 | Date                                 |
| ---------------------------- | ----------------------------------- | ------------------------------------ |
| Generalmajor                 | Hans von Luck                       | 24 septembre 1815 - 12 novembre 1834 |
| Generalmajor                 | Frédéric von Wrangel                | 13 novembre 1834 - 18 novembre 1839  |
| Generalleutnant              | Karl von Monsterberg (de)           | 19 novembre 1839 - 29 mars 1844      |
| Generalleutnant              | Wilhelm von Tietzen und Hennig (de) | 30 mars 1844 - 3 novembre 1851       |
| Generalleutnant              | Georg Brunsig von Brun              | 4 novembre 1851 - 1er avril 1857     |
| Generalleutnant              | Gustav Adolf von Schlemüller        | 2 avril 1857 - 28 mai 1858           |
| Generalleutnant              | Louis Wilhelm Franz von Mutius      | 28 mai 1858 - 18 novembre 1859       |
| Generalleutnant              | Friedrich von Monts (de)            | 19 novembre 1859 - 30 juin 1860      |
| Generalleutnant              | Adolph von Wintzingerode (de)       | 1er juillet 1860 - 12 mai 1865       |
| Generalleutnant              | August Karl von Goeben              | 13 mai 1865 - 17 juillet 1870        |
| Generalleutnant              | Adolf von Glümer                    | 18 juillet 1870 - 1er juillet 1871   |
| Generalleutnant              | Ludwig Friedrich von Bothmer (de)   | 2 juillet 1871 - 29 mars 1873        |
| Generalmajor/Generalleutnant | Albert von Trossel (de)             | 23 mai 1873 - 12 septembre 1875      |
| Generalleutnant              | Oskar Stein von Kaminski (de)       | 24 septembre 1875 - 21 décembre 1877 |
| Generalleutnant              | Kuno von der Goltz                  | 22 décembre 1877 - 21 mars 1880      |
| Generalleutnant              | Barnim von Zeuner                   | 22 mars 1880 - 16 avril 1883         |
| Generalleutnant              | Oskar von Nachtigal (de)            | 17 avril 1883 - 14 novembre 1887     |
| Generalleutnant              | Hans Alfred von Kretschmann         | 15 novembre 1887 - 14 mars 1890      |
| Generalleutnant              | Richard von Westernhagen (de)       | 15 mars 1890 - 26 janvier 1892       |
| Generalleutnant              | August von Bomsdorff                | 27 janvier 1892 - 16 janvier 1893    |
| Generalleutnant              | Ludwig von Hammerstein-Loxten       | 17 janvier 1893 - 24 août 1896       |
| Generalleutnant              | Hermann von Lüdemann                | 25 août 1896 - 7 octobre 1898        |
| Generalleutnant              | Maximilian von Mützschefahl         | 8 octobre 1898 - 21 mai 1900         |
| Generalleutnant              | Friedrich von der Boeck             | 22 mai 1900 - 29 mai 1901            |
| Generalmajor                 | Armand von Ardenne                  | 30 mai 1901 - 13 novembre 1901       |
| Generalleutnant              | Georg von Kalckstein                | 14 novembre 1901 - 22 mai 1902       |
| Generalleutnant              | Arthur von Klinckowström            | 23 mai 1902 - 21 décembre 1904       |
| Generalleutnant              | Richard von Winterfeld (de)         | 22 décembre 1904 - 19 mars 1906      |
| Generalleutnant              | Ernst von Natzmer                   | 20 mars - 3 septembre 1906           |
| Generalleutnant              | Johann von Zwehl                    | 4 septembre 1906 - 26 juillet 1908   |
| Generalleutnant              | Friedrich Bertram Sixt von Armin    | 27 juillet 1906 - 19 mars 1911       |
| Generalleutnant              | Hermann von François                | 20 mars 1911 - 30 septembre 1913     |
| Generalleutnant              | Kurt von dem Borne                  | 1er octobre 1913 - 10 février 1917   |
| Generalmajor                 | Rudolf von Borries (de)             | 10 février 1917 - 25 septembre 1918  |
| Generalleutnant              | Peter von Kameke                    | 26 septembre 1918 - 19 janvier 1919  |
| General der Infanterie       | Walter von Bergmann                 | 19 janvier - 8 octobre 1919          |